# Willy Govaerts
Willy Govaerts (* 10. November 1951 in Retie) ist ein ehemaliger belgischer Radrennfahrer und nationaler Meister im Radsport.

## Sportliche Laufbahn
Als Amateur siegte er 1972 im Etappenrennen Circuit Franco-Belge vor Roger De Beukelaer, wobei er einen Tagesabschnitt gewann. 1973 gewann er die Luxemburg-Rundfahrt für Amateure mit einem Etappensieg. Er gewann in Deutschland das Eintagesrennen Rund um Düren und die belgische Meisterschaft für Clubmannschaften.
Er wurde 1973 Berufsfahrer. Seinen ersten Vertrag hatte er im Radsportteam IJsboerke, er blieb bis 1984 aktiv. 1979 gewann er den Maaslandse Pijl. Govaerts war in allen seinen Teams Domestik für seine Kapitäne, einen bedeutenden Sieg als Profi konnte er nicht erringen, gewann aber einige Kriterien und Rundstreckenrennen in Belgien.
1974 startete er in der Vuelta a España und wurde 45. des Endklassements.